# General Instrument

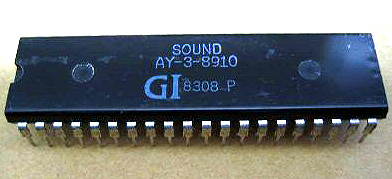
Geluidschip General Instruments AY-3-8910

General Instrument, vaak afgekort tot GI, was een elektronicafabrikant uit Chicago, Verenigde Staten die was gespecialiseerd in halfgeleider- en kabeltelevisiecomponenten. Zij was actief tot 1997, waarna ze werd opgedeeld in General Semiconductor, CommScope en NextLevel Systems.

## GI Microelectronics
GI Microelectronics was een fabrikant van geïntegreerde schakelingen en een pionier op het gebied van MOS- en EAROM-technologie.

## Producten

### Geluidschips
- GI AY-3-8910

Deze geluidschip werd veelvuldig benut door arcadespellen in de speelhal en vrijwel iedere homecomputer uit de jaren 1980. Met de YM2149-geluidschip vervaardigde Yamaha in licentie een nagenoeg identieke geluidschip.
- GI AY-3-8912
- GI AY-3-8913

### Computerspelchips
- AY-3-8500 Atari Pong-Chip
- AY-3-8603 Car Race Game
- AY-3-8606 Breakout

### Overige
- AY-1-5050 7-stage Divider
- AY-3-8915 kleurweergaveprocessor, 16 kleuren (werd gebruikt in Mattels Intellivision spelcomputer)
- AY-3-8203 tv-zenderkeuzechip
- AY-5-1317 Chord Generator
- SP0256 Spraakchip